# Kuroishi
Kuroishi (黒石市 Kuroishi-shi?) es una ciudad localizada en la prefectura de Aomori, Japón. En junio de 2019 tenía una población estimada de 32.376 habitantes y una densidad de población de 149 personas por km². Su área total es de 217,05 km².

## Geografía

### Localidades circundantes
- Prefectura de Aomori
  - Aomori
  - Fujisaki
  - Hirakawa
  - Inakadate

## Demografía
Según los datos del censo japonés, esta es la población de Kuroishi en los últimos años.
| 1995   | 2000   | 2005   | 2010   | 2015   |
| ------ | ------ | ------ | ------ | ------ |
| 39.004 | 39.059 | 38.455 | 36.132 | 34.284 |

## Relaciones internacionales

### Ciudades hermanadas
- Wenatchee, Estados Unidos – desde el 5 de octubre de 1971
- Yeongcheon, Corea del Sur – desde el 17 de agosto de 1984